# 페페 (1960년 영화)
《페페》(Pepe)는 1960년 공개된 미국의 영화로, 조지 시드니가 감독한 작품이다.

## 출연

### 주연
- 캔틴플라스
- 댄 데일리

### 조연
- 셜리 존스
- 카를로스 몬탈반
- 빅키 트릭켓
- 맷 매톡스
- 행크 헨리
- 수잔 로이드
- 카를로스 리바스
- 모리스 슈발리에
- 빙 크로스비
- 마이클 컬런
- 리처드 콘트
- 바비 다린
- 새미 데이비스 주니어
- 지미 듀랜트
- 자자 가보
- 주디 갈랜드
- 그리어 가슨
- 헤다 호퍼
- 조이 비숍
- 어니 코박스
- 피터 로포드
- 자넷 리
- 잭 레먼
- 제이 노스
- 킴 노박
- 도나 리드
- 데비 레이놀즈
- 에드워드 G. 로빈슨
- 케서 로메로
- 프랭크 시나트라
- 빌리 버크
- 찰스 코번
- 앤 B. 데이비스

## 기타
- 원작자: 소냐 레비엔
- 미술: 테드 하워스
- 세트: 비올라 로렌스
- 의상: 에디스 헤드